# 柯尼希海姆
柯尼希海姆是德国巴登-符腾堡州的一个市镇。总面积61.23平方公里，总人口3125人，其中男性1574人，女性1551人（2011年12月31日），人口密度51人/平方公里。